# Hékaou
Pour les Anciens Égyptiens, il existe deux types de magie : la magie akhou et la magie hekaou. Il s'agit d'une magie défensive. Elle était utilisée tout le temps parce que, les humains n'ayant pas le pouvoir de changer les choses, ils devaient anticiper toutes les menaces et se protéger constamment. 
Cette magie vient du mot heka (ḥkȝ en égyptien ancien) qui désigne le nom du dieu Heka,, chargé d'aider chaque jour le dieu Rê dans sa lutte quotidienne contre le serpent Apophis.